# Ляпченко Олександр Сергійович
Олександр Сергійович Ляпченко (2001—2024) — молодший сержант Національної гвардії України, учасник російсько-української війни. Герой України (2025, посмертно).

## Життєпис
Народився 15 січня 2001 року. Проживав у селі Малеве Боремельської громади на Рівненщині. У 2017—2019 роках навчався у ДПТНЗ «Луцьке вище професійне училище». З початком повномасштабного вторгнення приєднався до підрозділу спецпризначення Нацгвардії, був молодшим сержантом 1-ї бригади оперативного призначення «Буревій». Виконував бойові завдання у Гостомелі, Бучі, Бахмуті, Лисичанську, Лимані та Харкові. 
Загинув 26 серпня 2024 року в районі села Табаївка на Харківщині.

## Нагороди
- Звання Герой України з удостоєнням ордена «Золота Зірка» (26 лютого 2025, посмертно) — за особисту мужність і героїзм, виявлені у захисті державного суверенітету та територіальної цілісності України, самовіддане служіння Українському народові[4].